# ATLAST
ATLAST (Advanced Technology Large-Aperture Space Telescope)는 LUVOIR의 자세한 콘셉트다. 여기서도 3개의 콘셉트로 나뉘는데, 구경의 크기(8m, 9.2m, 16m)로 나뉜다.

## 역사와 제작배경
LUVOIR가 플래그쉽 프로그램에 편입된 이후 컨셉트(설계도)는 크게 2개로 나뉘었다. 하나는 HDST고, 다른 하나가 ATLAST이다. ATLAST는 HDST와 마찬가지로 2015년 7월 공개되었으며, 3개의 컨셉트로 나뉘며, 8m, 9.2m, 16m으로 나뉜다. 그 뒤에도 작동 방식, 자세한 모습과 부품 등은 아직도 토의 중이다.

## 과학장비
- 주경:탐사선의 주경으로 넓은 시야의 사진을 관측하는 것이 목적이다.

- 부경:주경이 모은 빛을 다시 카메라로 찍을 수 있게 도와주는 것이 목적이다.

- 카메라:부경이 다시 반사한 사진을 찍는 것이 목적이다.

- 전력공급장치:우주망원경에 전력을 배분해서 공급하는 것이 목적이다.

- 주경 덮개:주경을 보호할 때 쓴다. 거의 사용할 일은 없다.

- 트랜스폰더:송신 장치로, 탐사선이 찍은 사진을 송신하는 것이 목적이다.

- 반작용 휠:망원경의 자세를 조정할 때 사용할 예정이다.

- 태양전지:태양에너지를 우주망원경에 공급할 예정이다.

## 발사
발사는 케네디 우주 센터에서 2035년 델타 IV 헤비로 할 예정이다. 발사할 때 주경이 매우 커서 로켓에 접어서 넣는다.

## 지원, 개발, 투자
- NASA
- 케네디 우주 센터
- 고다드 우주 비행 센터
- AADS

## 같이 보기
- LUVOIR
- HDST